# Sinh vật hoang dã ở Singapore

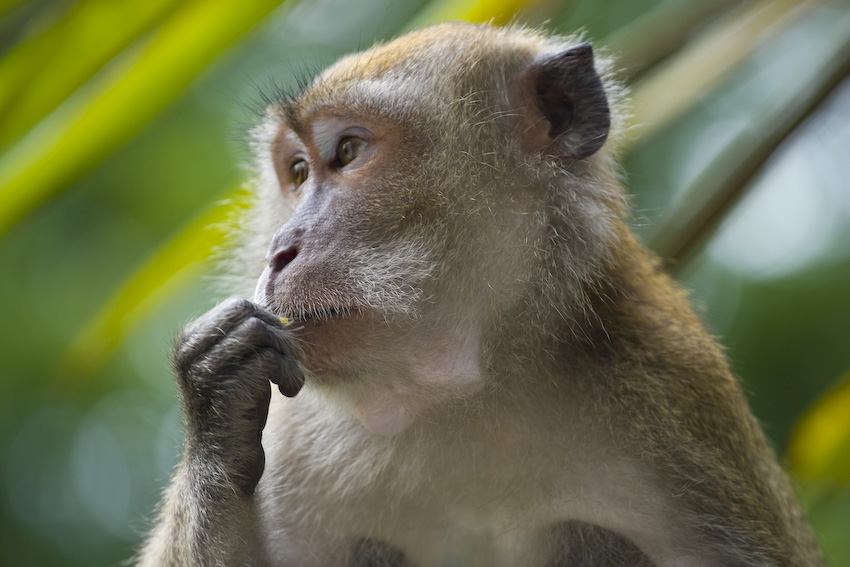
A crab-eating macaque, a primate native to Singapore

Sinh vật hoang dã ở Singapore đa dạng bất ngờ mặc dù có sự đô thị hoá nhanh chóng của nó. Phần lớn các động vật vẫn còn tồn tại trên đảo tại các khu bảo tồn thiên nhiên khác nhau như khu bảo tồn thiên nhiên Bukit Timah và Khu bảo tồn đầm lầy Sungei Buloh.
Năm 1819, khi một trạm thông thương buôn bán Anh được thành lập trên hòn đảo, Singapore vẫn còn gần như được bao phủ toàn bộ rừng mưa. Trong thời gian đó, nó vẫn có hệ thực vật chia sẻ với bán đảo Mã Lai, nhưng sự đa dạng sinh học của động vật thậm chí còn tương đối thấp. Sau khi thành lập cơ sở thương mại, nạn phá rừng nhanh chóng bắt đầu do trồng trọt. Nạn phá rừng của Singapore phần lớn đã hoàn thành vào thế kỷ 20. Theo một số ước tính, đã có sự sụt giảm 95% môi trường sống tự nhiên của Singapore trong suốt 183 năm qua. Do nạn phá rừng ở Singapore, hơn 20 loài cá nước ngọt và 100 loài chim cũng như một số động vật có vú đã bị tuyệt chủng cục bộ Một ước tính năm 2003 đã đưa số lượng các loài đã tuyệt chủng lên trên 28%.
Trong thời hiện đại, hơn một nửa số khu hệ động vật và thực vật tự nhiên ở Singapore chỉ có trong khu bảo tồn thiên nhiên, chỉ chiếm 0,25% diện tích đất của Singapore. Ước tính vào năm 2003 cho biết việc phá hủy môi trường sống nhanh chóng sẽ đưa đến sự mất mát 13-42% dân số động vật ở tất cả các nước Đông Nam Á. Để chống lại những vấn đề này, chính phủ Singapore đã đưa ra Kế hoạch Xanh của Singapore vào năm 1992 và Kế hoạch Xanh mới của Singapore vào năm 2012 để tiếp tục chương trình. Kế hoạch này nhằm theo dõi các quần thể động vật và thực vật không ổn định, lập ra các công viên thiên nhiên mới và kết nối các công viên hiện có. Ngoài ra, có kế hoạch thành lập "Trung tâm Tham chiếu Đa dạng sinh học Quốc gia" (nay gọi là Trung tâm Đa dạng Sinh học Quốc gia) . Mục tiêu cuối cùng đã đạt được trong năm 2006 khi trung tâm được thành lập (cũng đã hoàn thành việc thành lập hai khu bảo tồn thiên nhiên mới vào năm 2002 ). Từ khi được thành lập, nó đã được xây dựng các sáng kiến cụ thể khác nhau bao gồm cả nỗ lực để bảo tồn chim Mỏ sừng và con chuồn chuồn hiếm Indothemis limbata. [